# Petofi Csarnok

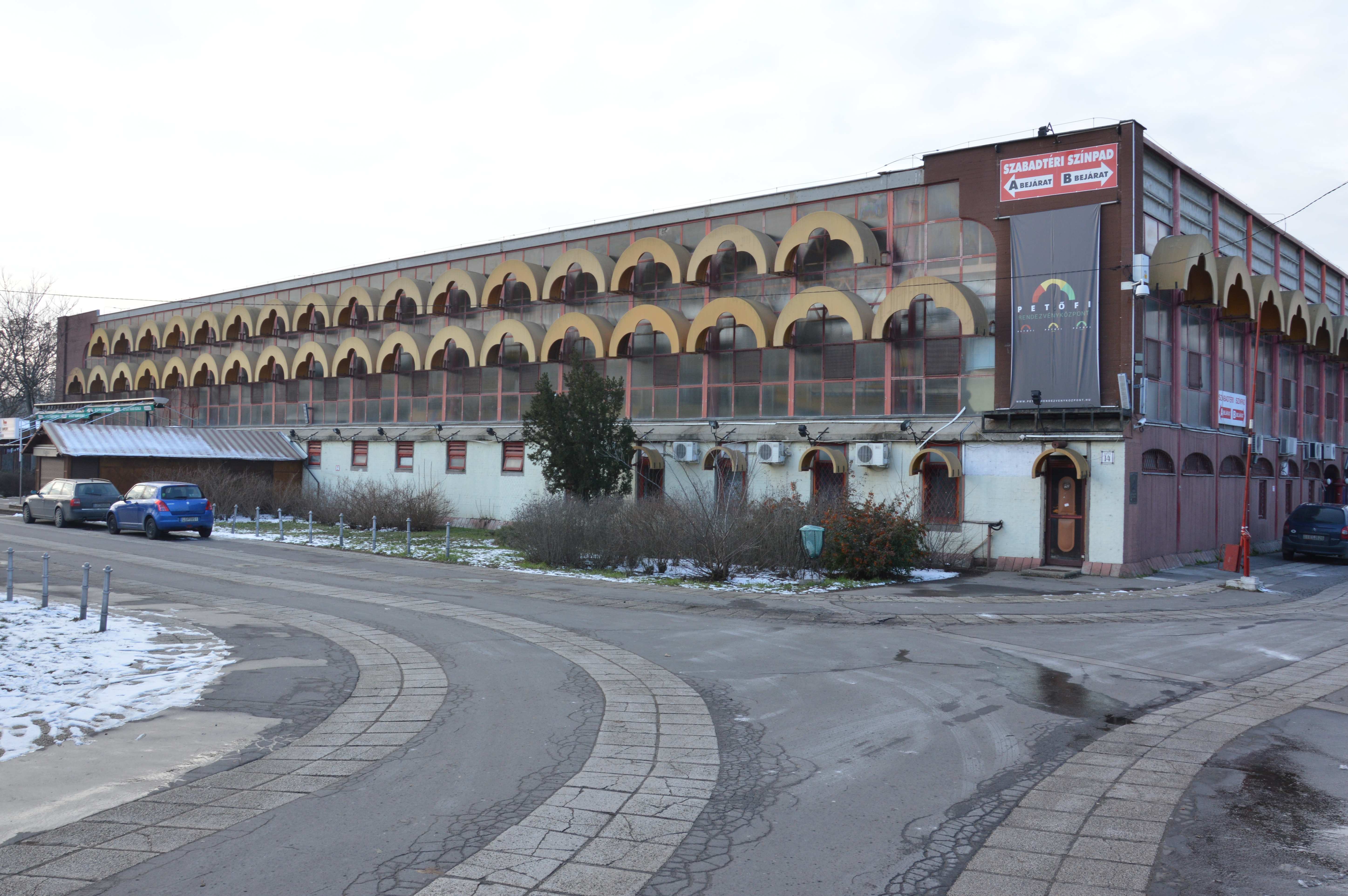
Petőfi Csarnok

Petőfi Csarnok ("Petőfi Hall"), muitas vezes chamado Pecsa, é uma arena multi-uso de Budapeste, Hungria.
Localizado no Városliget, é um local famoso na prática de shows de música pop/rock, servindo como lar para centenas de programas culturais, exposições, e fã-clubes. Possui um salão de 930 metros quadrados, e um palco aberto, com uma capacidade de 6000 pessoas.